# リビア国民軍
リビア国民軍（リビアこくみんぐん）は、リビア国内に展開する反政府武装組織。略称LNA。実質的にはリビア軍の陸軍および空軍組織が、暫定政府に敵対する形で形成された組織ともいえる。

## 概要

### 創設
2011年リビア内戦に参画し、リビア陸軍の将校であったハリファ・ハフタルが、2014年リビア内戦時に、暫定政府側の国民議会に反旗を翻す形で創設。リビア東部のベンガジを拠点として、国民合意政府(GNA)とイスラム原理主義者が組織する民兵組織と対抗。エジプト、UAE、サウジアラビア、ロシア、フランスなどの支援を受けながら勢力を拡大。2019年初頭には、リビア南部の油田地帯の掌握に成功した。

### 国民合意政府との内戦
2019年4月5日、ハリファ・ハフタルは、国際連合の支持を取り付けていた国民合意政府が拠点とするトリポリへの進軍を宣言。国連やアメリカ合衆国の警告を無視する形で、激しい戦闘を繰り広げた。同月7日には、リビア国民軍側が政府側の拠点を空爆。同月12日には、トリポリから20kmの地点まで進軍。トリポリからは約8000人の市民が戦乱を避けるために避難した。
2019年4月18日、国際連合安全保障理事会は、イギリスが提出したリビア停戦決議案の採決を行ったが、ロシアとアメリカが反対したことから否決された。
2019年4月にガリヤンを制圧したものの、6月26日に国民合意政府軍に再奪取される。リビア国民軍側は、背後にトルコの支援があったとして批難した。なお、リビア国民軍側の基地からは、アラブ首長国連邦の国名が記された中国製のレーザー誘導砲弾やフランスが購入した対戦車ミサイル（ジャベリン）が発見され、国民合意政府軍により公開されている。
2020年1月、リビア国民軍を支援するアラブ首長国連邦の中国製無人攻撃機である翼竜IIがリビアの首都トリポリの陸軍士官学校を空爆して26人の士官候補生を殺害したとされる。このドローンはアラブ首長国連邦の基地があるリビアのアルカディムから運用されていた。
2020年5月、アメリカアフリカ軍は、リビア国民軍を支援する民間軍事会社（ワグネル・グループ）を支援するためにロシアがMiG-29やSu-35を派遣していることを指摘した。
国民合意政府との内戦が泥沼化する中、リビア国民軍を支援するエジプトは2020年6月8日、双方に停戦を提案。加勢するロシアは支持し、欧米も即時停戦を訴えたが、国民合意政府を軍事的に支えるトルコは反対し、結局停戦は実現しなかった。しかし8月21日、国民合意政府との停戦で合意し、近いうちに選挙を実施すると発表した。